# Драги, Марио
Ма́рио Дра́ги (итал. Mario Draghi; род. 3 сентября 1947, Рим) — итальянский экономист и государственный деятель, председатель Совета министров Италии с 13 февраля 2021 по 21 июля 2022 года (исполняющий обязанности с 21 июля 2022 по 21 октября 2022 года). Председатель Банка Италии (2005—2011), председатель Европейского центрального банка (2011—2019).

## Биография

### Образование
Марио Драги окончил Римский университет Ла Сапиенца. В 1976 году под руководством Франко Модильяни и Роберта Солоу получил степень доктора философии (PhD) по экономике в Массачусетском технологическом университете.

### Профессиональная карьера
В 1981—1991 годах — профессор экономики во Флорентийском университете.
С 1984 по 1990 год как представитель Италии входил в состав совета исполнительных директоров Всемирного банка. В 1991—2001 годах — генеральный директор Казначейства, одновременно в 1993—2001 годах — председатель комитета по приватизации в итальянском правительстве.
С 2002 по 2005 год — вице-председатель и исполнительный директор Goldman Sachs International. В разное время был членом правления нескольких банков и корпораций: Ente Nazionale Idrocarburi, Института реконструкции промышленности, Banca Nazionale del Lavoro и Istituto Mobiliare Italiano.
В декабре 2005 года Марио Драги стал председателем Банка Италии. На этом посту он сменил Антонио Фацио, который был замешан в банковском скандале, связанном с финансовыми махинациями. Срок полномочий Марио Драги истёк в 2011 году.
24 июня 2011 года Марио Драги назначили председателем Европейского центрального банка. На этой должности он сменил Жан-Клода Трише на 8 лет (с 1 ноября 2011 по 31 октября 2019 года).
Период руководства Драги Европейским банком характеризовался дезинтеграционным кризисом в связи с выходом Великобритании из Евросоюза и усилиями к поощрению роста экономики посредством количественного смягчения (в частности, Драги добивался введения отрицательных процентных ставок). В октябре 2017 года ЕЦБ сократил программу выкупа евробондов с 60 млрд евро в месяц до 30 млрд.
В сентябре 2024 года на заседании с послами ЕС и руководителями групп в Европарламенте, посвященной конкурентоспособности блока, Марио Драги заявил о проблемах объединения. По его мнению, это ограниченные инновации, высокие цены на энергоносители, дефицит квалифицированных кадров. В качестве одного из решений, он предложил ускорить цифровизацию экономики. Встреча прошла в контексте анонса доклада о конкурентоспособности европейской экономики, подготовленного Драги по заказу Еврокомиссии.

### Во главе правительства Италии
3 февраля 2021 года президент Италии Серджо Маттарелла в разгар правительственного кризиса после отставки премьер-министра Джузеппе Конте поручил Драги формирование нового кабинета.
13 февраля 2021 года правительство Драги приняло присягу.
14 июля 2022 года, Драги подал в отставку с поста премьер-министра Италии объяснив это «проблемами в правящей коалиции», однако президент Италии Серджо Маттарелла отставку не принял.
21 июля 2022 года Марио Драги всё-таки ушёл в отставку.
В тот же день Президент Италии Серджо Маттарелла распустил Парламент, назначив досрочные выборы на 25 сентября 2022 года и попросив правительство исполнять свои обязанности до формирования нового кабинета.

## Личная жизнь
Жена Серена — потомок семейства Медичи, двое детей: дочь Федерика, биолог, и сын Джакомо, трейдер в Morgan Stanley.

## Награды
- Орден князя Ярослава Мудрого I степени (23 августа 2022 года, Украина) — за значительные личные заслуги в укреплении межгосударственного сотрудничества, поддержку государственного суверенитета и территориальной целостности Украины, весомый вклад в популяризацию Украинского государства в мире[16].